# Antonio Guarnieri
Antonio Guarnieri (Venècia, 1 de febrer de 1880 - Milà, 25 de novembre de 1952) va ser un director d'orquestra, compositor i violoncel·lista italià.
Membre d'una família de tradició musical (el seu pare, Luigi va ser contrabaixista, i els seus germans Francesco i Guglielmina, violinistes), va estudiar violoncel a Venècia, i orgue i composició amb Marco Enrico Bossi. Va començar com a instrumentista, formant part del Quartet Martucci. Va debutar com a director a Siena el 1904, apareixent successivament a Viena (1912), Buenos Aires (1913), Florència (Parsifal, el 1914), Gran Teatre del Liceu de Barcelona (1915) i, finalment, el 1922, la Scala de Milà, on dirigirà assíduament fins al final de la seva carrera, particularment les òperes de Wagner, de les que es va fer especialista. També va dirigir preferentment òperes rares, tant clàssiques com modernes.
Va ser titular de la càtedra de perfeccionament de direcció d'orquestra a l'Accademia Musicale Chigiana de Siena, on va ser mestre, entre d'altres, de Luciano Rosada, Bruno Maderna i d'Ettore Gracis.